# 오환민 (연출가)
오환민은 대한민국의 텔레비전 드라마 연출감독이다.

## 드라마
- 2007년 SBS 월화 미니시리즈 《강남엄마 따라잡기》 ... 기획
- 2007년 ~ 2008년 SBS 저녁 미니시리즈 《그 여자가 무서워》 ... 기획
- 2007년 ~ 2008년 MBC 수목 드라마 《뉴하트》 ... 책임프로듀서
- 2008년 SBS 월화 드라마 《식객》 ... 기획
- 2010년 tvN 주간 드라마 《위기일발 풍년빌라》 ... 기획
- 2012년 KBS 2TV 수목 드라마 《각시탈》 ... 책임프로듀서
- 2013년 KBS 2TV 수목 드라마 《칼과 꽃》 ... 책임프로듀서
- 2015년 KBS 2TV 월화 드라마 《후아유 - 학교 2015》 ... 책임프로듀서
- 2016년 네이버TV 웹 드라마 《클릭 유어 하트》 ... 책임프로듀서
- 2016년 KBS 2TV 특집 드라마 《백희가 돌아왔다》 ... 책임프로듀서
- 2017년 JTBC 주간 드라마 《알수도 있는 사람》 ... 책임프로듀서
- 2017년 JTBC 화요 주간 드라마 《힙한 선생》 ... 책임프로듀서
- 2017년 JTBC 일요 주간 드라마 《어쩌다 18》 ... 책임프로듀서
- 2017년 JTBC 주간 드라마 《마술학교》 ... 책임프로듀서
- 2017년 JTBC 특집 드라마 《한여름의 추억》 ... 책임프로듀서
- 2018년 JTBC 금토 드라마 《미스티》 ... 책임프로듀서
- 2018년 JTBC 월화 드라마 《라이프》 ... 책임프로듀서
- 2019년 JTBC 월화 드라마 《열여덟의 순간》 ... 책임프로듀서
- 2019년 JTBC 금토 드라마 《나의 나라》 ... 책임프로듀서
- 2020년 JTBC 월화 드라마 《날씨가 좋으면 찾아가겠어요》 ... 책임프로듀서
- 2021년 tvN 월화 드라마 《나빌레라》 ... 책임프로듀서
- 2021년 tvN 수목 드라마 《더 로드: 1의 비극》 ... 책임프로듀서
- 2021년 KAKAO TV 수요일, 토요일 웹 드라마 《다시, 플라이》 ... 연출
- 2023년 ENA 월화 미니시리즈 《오! 영심이》 ... 공동연출